# Åsland
Åsland est une localité du comté de Troms, en Norvège.

## Géographie
Administrativement, Åsland fait partie de la kommune de Tromsø.